# Allain
 Allain  es una población y comuna francesa, en la región de Lorena, departamento de Meurthe y Mosela, en el distrito de Toul y cantón de Colombey-les-Belles.

## Demografía
| 276 | 274 | 254 | 274 | 353 | 387 |
| Para los censos de 1962 a 1999 la población legal corresponde a la población sin duplicidades (Fuente: INSEE [Consultar]) |     |     |     |     |     |